# Joseph Paul Guibert de Vaubonne
Joseph Paul Guibert de Vaubonne, marquis de Vaubonne (Flassan 1645-Rome 1715), est un homme de guerre français au service du duc de Savoie.

## Biographie
Fils de Pierre de Guibert de Vaubonne, docteur en droit, et d'Angélique de Raffelis de Rus, Joseph Guibert de Vaubonne est né le 17 octobre 1645 au château de Vaubonne à Flassan.
Entré très tôt dans une carrière militaire au service de la France, il est contraint de s'expatrier à la suite d'une affaire d'honneur. Chevalier de l'Ordre hispanique de Calatrava, colonel de dragons, il continue sa carrière militaire en Allemagne et y obtient un avancement rapide.
En 1703, il commande un corps de cavalerie et en 1704, il est à la tête de l'armée de Victor-Amédée II de Savoie avec laquelle il s'oppose à l'avance du duc de Vendôme qu'il rencontre à quelques lieues de Trino. Les troupes piémontaises furent battues et le général Joseph Guibert de Vaubonne fut fait prisonnier. Envoyé à Alexandrie il tente  de livrer la place au duc de Savoie mais découvert il est mis dans un cachot puis transporté en France.
Après avoir obtenu son échange, il se trouve au siège de Gaëte ou il est grièvement blessé.
En 1712, il commande mille hommes en Espagne pour l'empereur du Saint-Empire, et en 1713 prend le grade de lieutenant général de cavalerie. Cette même année, le prince Eugène de Savoie-Carignan voulant mettre Fribourg à couvert des attaques françaises, envoi Guibert de Vaubonne avec 18 000 hommes pour garder les retranchements établis sur les montagnes de Rosscopf.
Le maréchal de Villars ayant passé le Rhin à Fort-Louis le 11 septembre 1715 à la tête de 30 bataillons et 20 escadrons, Guibert de Vaubonne mal soutenu par ses soldats ne put soutenir l'attaque et fut entrainé par les fuyards. Il les rallia néanmoins, mais à une si grande distance des retranchements que les Français eurent tout le temps de s'en emparer. Il fit sa retraite en bon ordre, jeta 12 bataillons dans Fribourg et alla camper près de Rothweil.
En 1715 Joseph Guibert de Vaubonne, qui passait par Rome pour prendre le gouvernement du Château-neuf de Naples, fut pris d'un accès de démence et se précipita d'un 3e étage d'un immeuble dans la rue. Il mourut un quart d'heure après le 12 août 1715.